# San Francisco del Monte
San Francisco del Monte es una localidad de la provincia de Mendoza, Argentina, ubicada en el departamento Guaymallén y en parte en el departamento Godoy Cruz y Maipú. 
Sus límites hacia al norte son las calles Elpidio González, Gutiérrez, Castro, Estrada, Azcuénaga, y F. Villanueva. El extremo este del distrito se encuentra en la calle Curupayti; al sur es la calle San Francisco del Monte, que actúa también como límite interdepartamental con los departamentos de Godoy Cruz al sudeste y de Maipú al sudoeste; y al oeste el distrito concluye en la línea imaginaria que forma la prolongación de Elpidio González hasta encontrarse con el Acceso Sur. Como interdepartamental se encuentra la calle Urquiza, como arterias primarias: San Francisco del Monte, Elpidio González Gutiérrez, Las Cañas, Azcuénaga, Curupayti, y Estrada. Como arteria secundaria: calle Castro.
Cuenta con dos escuelas, no posee destacamento, comisaría policial, hospital ni centro de salud.

## Geografía

### Población
Su superficie de 4,14 km² junto a su población de 10927 habitantes, dan por resultado una densidad de 2639.4 hab/km².
Con 1490 habitantes (Indec, 2001), forma parte del componente Guaymallén del área metropolitana del Gran Mendoza.
A partir de la década de 1980 se han desarrollado importantes núcleos habitacionales que han marcado y elevado el costo de los terrenos en esta zona.

## Historia
La localidad es uno de los territorios más antiguos del departamento, siendo uno de los primeros lugares ocupados por los españoles, junto a San José, Cuando aún faltaban más de 60 años para la fundación de Villa Nueva. 
En San Francisco del Monte se erguían soberbias mansiones, con una línea de edificación muy bien definida, ubicadas junto a canales de riego. Núcleo de población importante para la época, se encontraba lo suficientemente lejos de la ciudad de Mendoza como para ofrecer un espacio de discreción y tranquilidad. Esta situación fue aprovechada por los perseguidos que encontraron en estas tierras un asilo contra la opresión, un refugio que los pusiera a salvo de los enfrentamientos entre unitarios y federales. 
En San Francisco del Monte estuvo ubicada una de las riquezas agrícola-ganadera más importantes del siglo pasado. Incluso tuvieron una quinta y una casa de descanso los frailes franciscanos, derivándose de este hecho el nombre del distrito.

## Parroquias de la Iglesia católica
| Arquidiócesis | Mendoza           |
| ------------- | ----------------- |
| Parroquia     | San Pedro Apóstol |